# العلاقات البالاوية السويسرية
العلاقات البالاوية السويسرية هي العلاقات الثنائية التي تجمع بين بالاو وسويسرا.

## مقارنة بين البلدين
هذه مقارنة عامة ومرجعية للدولتين:
| وجه المقارنة                                              | بالاو                         | سويسرا                                                                                      |
| --------------------------------------------------------- | ----------------------------- | ------------------------------------------------------------------------------------------- |
| المساحة (كم2)                                             | 465                           | 41.28 ألف                                                                                   |
| عدد السكان (نسمة)                                         | 21.73 ألف                     | 8.21 مليون                                                                                  |
| الكثافة السكانية (ن./كم²)                                 | 4.67 ألف                      | 198.89                                                                                      |
| العاصمة                                                   | نغيرولمود، كورور              | برن                                                                                         |
| اللغة الرسمية                                             | لغة إنجليزية، اللغة البالاوية | اللغة الألمانية، اللغة الإيطالية، لغة فرنسية، اللغة الرومانشية، الألمانية السويسرية الموحدة |
| العملة                                                    | دولار أمريكي                  | فرنك سويسري                                                                                 |
| الناتج المحلي الإجمالي (بليون دولار)                      | 291.54 مليون                  | 678.89 مليار                                                                                |
| الناتج المحلي الإجمالي (تعادل القوة الشرائية) بليون دولار | 326.12 مليون                  | 518.07 مليار                                                                                |
| الناتج المحلي الإجمالي الاسمي للفرد دولار أمريكي          | 13.50 ألف                     | 80.94 ألف                                                                                   |
| الناتج المحلي الإجمالي للفرد دولار أمريكي                 | 14.76 ألف                     | 59.54 ألف                                                                                   |
| مؤشر التنمية البشرية                                      | 0.780                         | 0.930                                                                                       |
| رمز المكالمات الدولي                                      | +680                          | +41                                                                                         |
| رمز الإنترنت                                              | .pw                           | .ch، .swiss ‏                                                                                |
| المنطقة الزمنية                                           | ت ع م+09:00                   | توقيت وسط أوروبا، ت ع م+01:00، ت ع م+02:00، أوروبا/زيورخ ‏                                   |

## منظمات دولية مشتركة
يشترك البلدان في عضوية مجموعة من المنظمات الدولية، منها:
| علم المنظمة | اسم المنظمة                        | تاريخ انضمام بالاو | تاريخ انضمام سويسرا |
| ----------- | ---------------------------------- | ------------------ | ------------------- |
|             | مؤسسة التمويل الدولية              | 16 ديسمبر 1997     | 29 مايو 1992        |
|             | منظمة حظر الأسلحة الكيميائية       | ?                  | ?                   |
|             | يونسكو                             | 20 سبتمبر 1999     | 28 يناير 1949       |
|             | الأمم المتحدة                      | 15 ديسمبر 1994     | 10 سبتمبر 2002      |
|             | البنك الدولي للإنشاء والتعمير      | 16 ديسمبر 1997     | 29 مايو 1992        |
|             | مؤسسة التنمية الدولية              | 16 ديسمبر 1997     | 29 مايو 1992        |
|             | بنك التنمية الآسيوي                | 2003               | 1967                |
|             | وكالة ضمان الاستثمار متعدد الأطراف | 16 ديسمبر 1997     | 12 أبريل 1988       |

## وصلات خارجية
- موقع وزارة الخارجية السويسرية